# Суджукская коса
Суджу́кская коса́ — памятник природы (вместе с Суджукской лагуной) на северо-востоке Чёрного моря в городе Новороссийск, популярное место отдыха. На косе расположено два пляжа, станция МЧС, виндсёрфинговая школа.

## Происхождение названия
Топоним происходит от названия турецкой крепости Суджук-кале, которая ранее располагалась в окрестностях этой косы.

## История возникновения
Суджукская коса (вместе с Суджукской лагуной) возникла благодаря прибойной деятельности морских волн и накоплению морских наносов. При понижении уровня моря, которое произошло 1500—2000 лет назад, в зоне прибоя оказалась плоская поверхность более глубокой части морского дна. Тогда волны начали перемещать наносы в направлении берега. В этой зоне, где после забурунивания энергия волн значительно падала, наносы частично задерживались на дне, и постепенно формировался мощный подводный вал. При дальнейшем развитии процесса (при повышении уровня моря) вершина вала появилась на поверхности моря узкой наносной полосой, которая отстоит довольно далеко от берега и называется береговым баром.

## География
Коса расположена на юго-западе Цемесской бухты и состоит из двух смыкающихся ветвей, между которыми заключена лагуна площадью 30 гектаров. Одна из ветвей имеет подводное продолжение, которое тянется до острова Суджук, который на картах XIX века являлся оконечностью косы. Входит в городскую черту Новороссийска (ближайшая улица — проспект Ленина). Водообмен между морем и лагуной происходит через периодически открывающуюся протоку в районе пляжа «Алексино». Лагуна отделена от бухты с востока пересыпью шириной 14-140 м и с юга галечной косой шириной 14-70 м.